# Chamanismo mongol

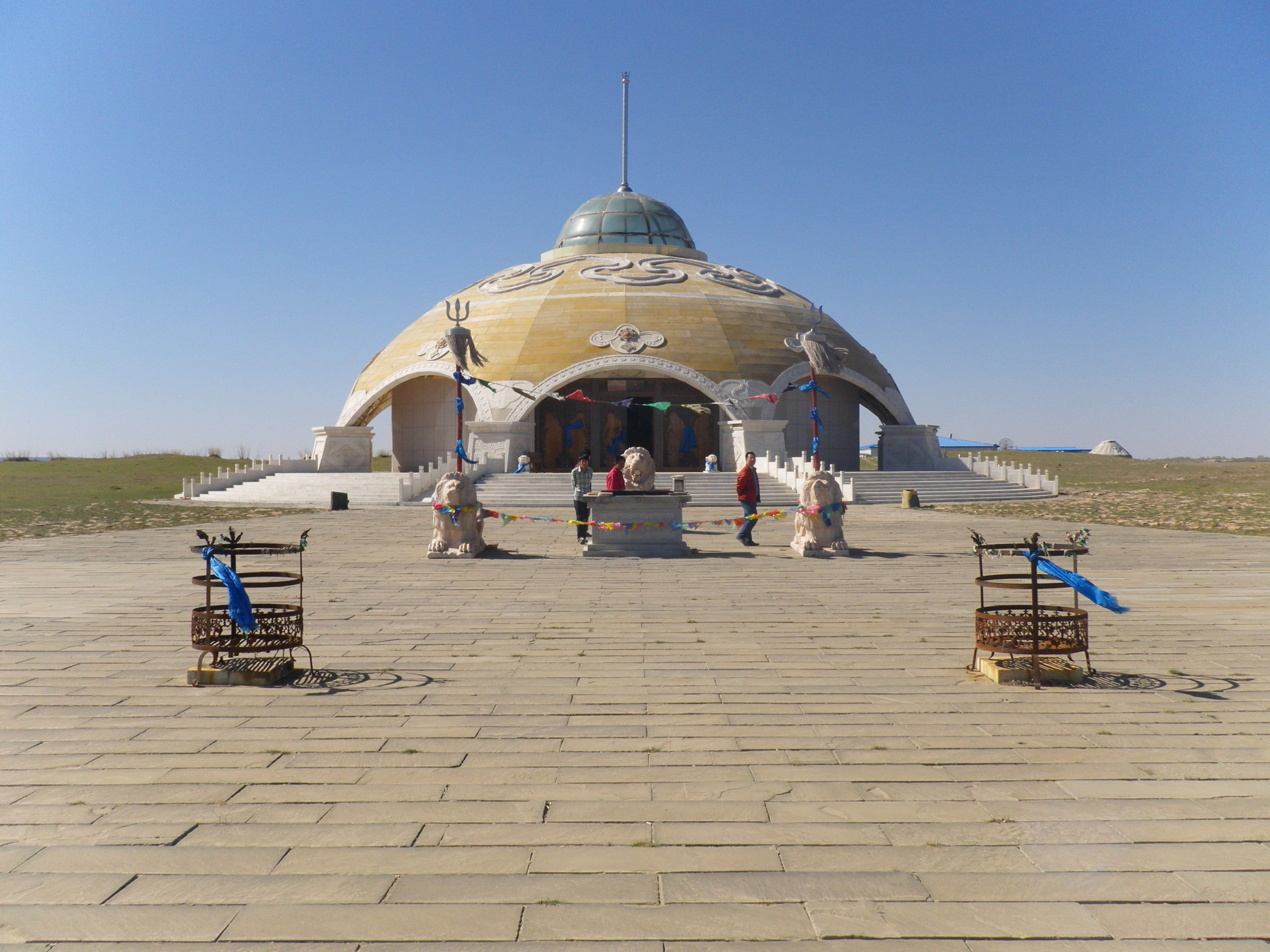
Templo de Sülde Tngri en la bandera de Wushen en Mongolia Interior (China), en el meandro de Ordos.

El chamanismo mongol, entendido en sentido amplio como la religión popular de Mongolia, se refiere a la religiosidad popular y religión étnica de carácter chamánico que se ha practicado históricamente en Mongolia y en los territorios circundantes (incluyendo Buriatia y Mongolia Interior). En el idioma mongol, el término empleado es Böö mörgöl (Бөө мөргөл). En sus fases más tempranas, esta religión popular se encontraba en una compleja interrelación con todos los demás aspectos de la vida social y la organización tribal mongola.
Durante la República Popular de Mongolia estas prácticas religiosas fueron duramente reprimidas en el país, debido al ateísmo de Estado de este régimen, pero han ido resurgiendo desde entonces.
A lo largo de su historia, la religión popular mongola se ha visto influida por, y mezclada con, elementos del budismo mongol y el tengrismo. Se denomina «chamanismo amarillo» a la variante particular del chamanismo mongol que adopta el estilo expresivo del budismo. En Mongolia, el color amarillo simboliza el budismo, dado que la mayoría de los budistas que hay en el país pertenecen a la escuela Gelug (o «secta amarilla») del budismo tibetano, cuyos miembros llevan sombreros amarillos durante las ceremonias. Este término también sirve para distinguirlo de otra forma de chamanismo que, según sus practicantes, carece de influencias budistas, denominado «chamanismo negro».
El chamanismo mongol se basa principalmente en el culto a los diversos tngri (dioses) y a Tengger o Tengri (el gran dios celeste o «Dios»), también llamado a veces Qormusta Tengri (que a su vez suele identificarse con Ahura Mazda, la deidad celeste del zoroastrismo). En la religión popular mongola se considera a Gengis Kan como una de las encarnaciones, o incluso la encarnación principal, de Tengger. El Mausoleo de Gengis Kan en la ciudad de Ordos, en Mongolia Interior, es un centro importante de su culto tradicional.

## Características
El chamanismo mongol es un sistema de creencias omnímodo que abarca la religión, la medicina, la adoración a la naturaleza y el culto a los ancestros. Dentro de éste, las figuras clave son los mediadores entre el mundo humano y el mundo espiritual, los chamanes, tanto varones (böö) como mujeres (udgan). No obstante, los chamanes no eran los únicos que podían contactar con el mundo espiritual: también los nobles y los caudillos de los distintos clanes podían realizar funciones espirituales, así como algunos plebeyos, aunque la jerarquía de la sociedad tribal mongola impregnaba sin duda las formas de culto.

### Las divinidades y su clasificación
Klaus Hesse describió el complejo panteón de la sociedad tribal mongola basándose en fuentes que se remontan hasta el siglo XIII de nuestra era. El grupo más elevado dentro de la jerarquía de dioses estaba compuesto por 99 tngri (de los cuales había 55 blancos o benévolos y 44 negros o malévolos) y 77 natigai o madres-tierra, entre otros. Solo los caudillos y los grandes chamanes podían llamar a los tngri, siendo su culto común a todos los clanes. Después de ellos, existían tres grupos de espíritus de ancestros. Los espíritus señores eran las almas de los caudillos ya muertos, a quienes cualquier miembro del clan podía llamar para pedirles ayuda física o espiritual. Los espíritus protectores eran las almas de los grandes chamanes, tanto varones (ĵigari) como mujeres (abĵiya). Por último, los espíritus guardianes eran las almas de los chamanes menores (böge, los hombres, e idugan, las mujeres) y estaban asociados a lugares específicos dentro del territorio del clan, como ríos, montañas, etc.
Las divisiones entre blanco y negro, o entre mayor y menor, que articulan tanto las categorías de los chamanes como las de los tngri, también servían para clasificar a tres subgrupos de espíritus que no formaban parte de los espíritus de los ancestros ni de las ceremonias chamánicas, pero que podían no obstante ser llamados para pedir su ayuda o intervención. Se denominaban «los tres que responden a las súplicas» (jalbaril-un gurban). Entre ellos, los blancos eran los de los nobles del clan, los negros los de los plebeyos, y había una tercera categoría formada por los espíritus malvados de los esclavos y de los duendes no humanos. Los chamanes blancos solo podían adorar a los espíritus blancos (pues si llamaban a los negros perderían su derecho a venerar y convocar a los blancos), mientras que los chamanes negros podían hacer lo propio con los negros (ya que los espíritus negros los castigarían en caso de invocar a los blancos). Las categorías de blanco o negro les eran asignadas a los espíritus según su estatus social, y a los chamanes según la capacidad y la posición de su espíritu ancestral o del espíritu de su linaje.

### Culto a Genghis Khan

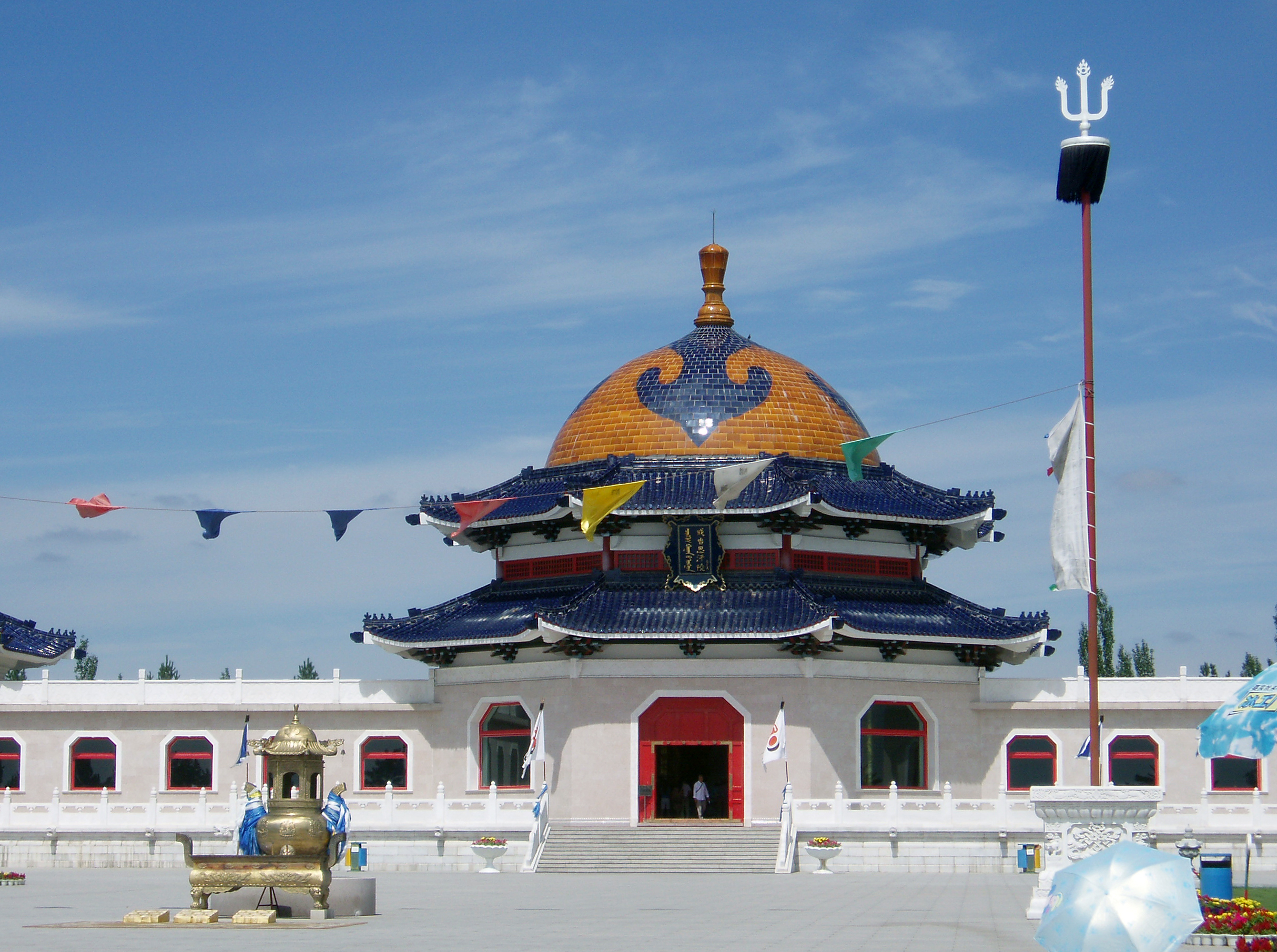
Sala principal del Mausoleo de Gengis Kan en la ciudad de Ordos.

Hasta la década de 1930, se veneraba la figura de Gengis Kan en toda Mongolia, siendo el centro principal del culto un templo situado en el meandro de Ordos, en la provincia china de Mongolia Interior, donde se conservaban algunas reliquias de Gengis. Durante la ocupación japonesa de China, los japoneses trataron de apoderarse de las reliquias para promover un nacionalismo mongol pro-japonés, pero no llegaron a lograrlo.
Durante el periodo de la República Popular de Mongolia (1924–1992), la religión autóctona fue prohibida y perseguida, y los templos de Gengis Kan destruidos. En la región china de Mongolia Interior, sin embargo, la veneración al héroe cultural persistió, y el linaje de los custodios de los distintos templos sobrevivió allí, preservando antiguos manuscritos con textos rituales escritos en una lengua parcialmente inteligible, conocida como el idioma de los dioses.
Con el establecimiento de la República Popular China el gobierno chino trató de avivar el nacionalismo mongol en favor del nuevo estado y construyeron el actual mausoleo de Gengis Kan (o Templo del Señor, por su nombre mongol) en la ciudad de Ordos, donde reunieron las antiguas carpas del santuario, nombraron oficialmente a los custodios del templo y organizaron sacrificios anuales.
El mausoleo ha sido desde entonces el foco principal del renacimiento del culto a Gengis Kan en toda Mongolia Interior. Los chinos han, el grupo étnico mayoritario en Mongolia Interior, le reverencian como el fundador espiritual de la dinastía Yuan. Otros templos de Gengis Kan, o ramas del mausoleo de Ordos, han sido establecidos en Mongolia Interior y el norte de China.

### Ovoos
Los ovoos o aobaoes (en mongol: овоо, en mongol tradicional: ᠥᠪᠥᠭᠭᠠ) son unos altares sacrificiales en forma de montículo o túmulo utilizados tradicionalmente en la religión autóctona de Mongolia, así como por parte de diversos grupos étnicos relacionados. Cada ovoo está consagrado a una deidad: así, hay ovoos dedicados a deidades celestiales, a deidades de las montañas y otros espíritus de la naturaleza, y también a deidades de los clanes y linajes humanos.
En Mongolia Interior, los ovoos empleados para adorar a los espíritus de los ancestros pueden ser lugares de culto privados de una familia o linaje (personas que comparten el mismo apellido), o bien ser comunes a una aldea (dedicados a la deidad protectora de la misma), a una bandera o a una Liga. Las ofrendas realizadas comúnmente en los ovoos constan de sacrificios animales, incienso y libaciones.

## Historia

### Mongolia
Varios aspectos del chamanismo, incluyendo los tngri y su deidad principal, Qormusata Tngri, se describen en un libro del siglo XIII titulado Historia secreta de los mongoles, que constituye la fuente histórica más temprana escrita en mongol. Las fuentes de aquella época, no obstante, no presentan un sistema completo o coherente de creencias y tradiciones. Un conjunto mucho más rico de fuentes puede hallarse a partir del siglo XVII: éstas detallan un chamanismo amarillo de influencia budista pero que, con todo, según la mayoría de los estudiosos, continúa una tradición chamánica mucho más antigua.
El budismo se introdujo en Mongolia durante el periodo de la dinastía Yuan (siglos XIII-XIV), llegando a erigirse brevemente como la religión estatal. El culto de Gengis Kan, que había sido incluido entre los tngri, el máximo panteón del chamanismo mongol, fue asimilado también por la práctica budista. Mongolia permaneció en una cierta estasis política y cultural hasta el siglo XVI, cuando la conversión al budismo de Altan Kan volvió a establecer la religión budista en el país En 1691, después de que Mongolia Exterior fuera anexionada por la dinastía Qing, el budismo se convirtió en la religión dominante en toda la zona y el chamanismo empezó a incorporar elementos de éste. La resistencia violenta contra la élite dominante budista por parte de los mongoles khalkha (tribus nómadas de cazadores al norte de Mongolia) llevó a la creación del chamanismo negro.
Durante la dominación soviética de la República Popular de Mongolia, todas las variedades de chamanismo fueron prohibidas y perseguidas; solo a partir de 1991, cuando la influencia soviética cesó, las prácticas religiosas, entre ellas el budismo y el chamanismo, volvieron a emerger. Las investigaciones antropológicas recientes indican que el chamanismo continúa siendo parte de la vida espiritual de Mongolia. Ágnes Birtalan, por ejemplo, grabó una serie de invocaciones y cánticos dedicados a la deidad Dayan Deerh en la provincia de Hövsgöl, en 2005.
En junio de 2017, los profesores de psicología Richard Noll y Leonard George llevaron a cabo un trabajo de campo entre los chamanes mongoles que culminó con la publicación en YouTube de siete vídeos cortos de un «ritual de fuego» celebrado en la noche del solsticio de verano cerca de Ulán Bator. El acontecimiento fue organizado por Jargalsaichan, líder de la Unión Corporativa de Chamanes Mongoles, y no se permitió la asistencia de turistas.[cita requerida]

### Buriatia

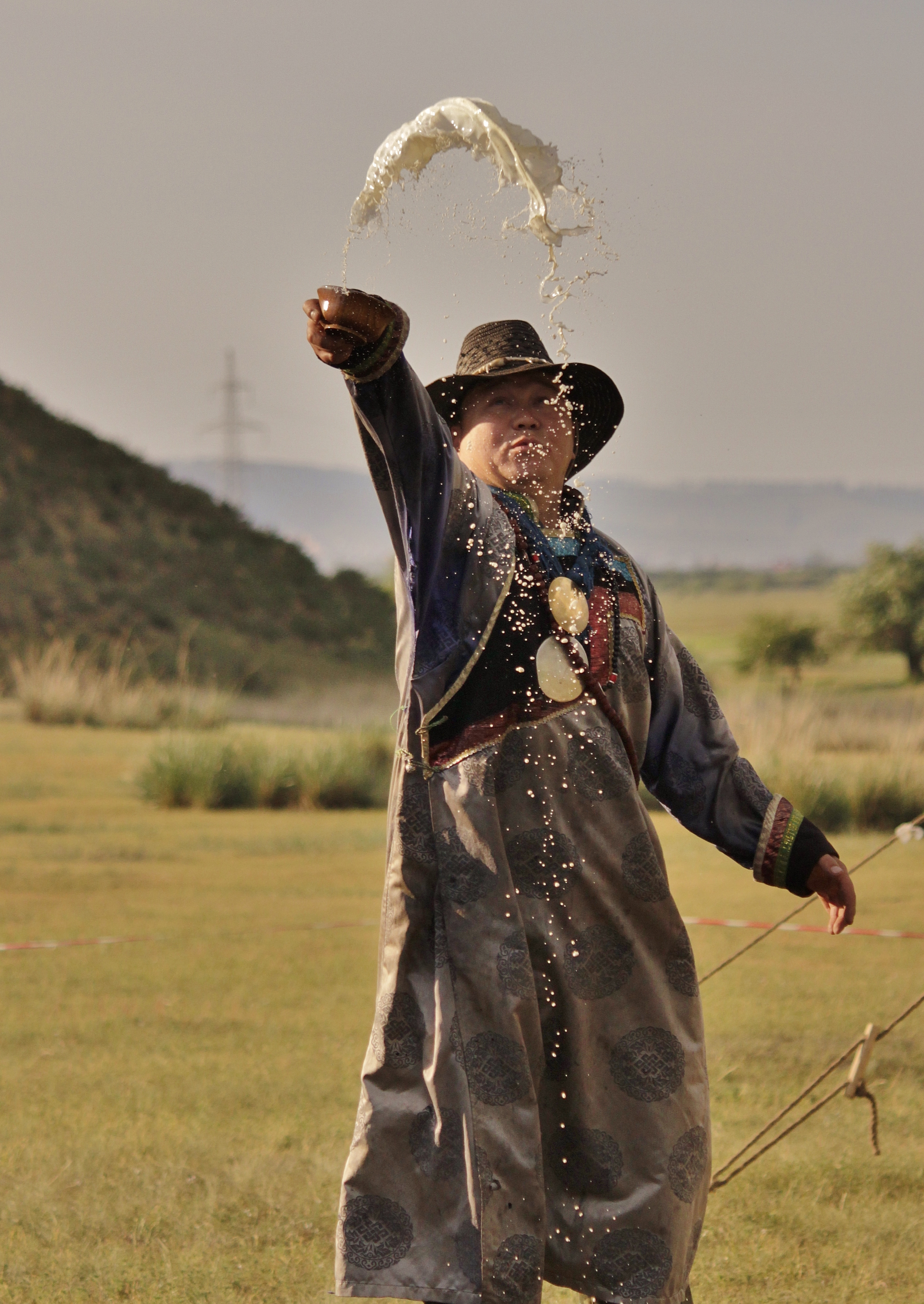
Un chamán buriato realizando una libación.

El territorio de los buriatos, en torno al lago Baikal, fue invadido por el Imperio Ruso en el siglo XVII, y el pueblo buriato se terminó convirtiendo al budismo en el siglo XVIII, al mismo tiempo que se consideraban mongoles, por lo que la mezcla entre el chamanismo buriato y el budismo es un tema de debate entre los estudiosos. La división entre chamanismo negro y chamanismo blanco mantenida durante el siglo XIX, por la que el chamanismo negro se ceñía a la convocación de deidades malignas para causar desgracias mientras que el chamanismo blanco se dedicaba a convocar deidades benévolas para traer felicidad y prosperidad, cambió radicalmente durante el siglo XX. Hoy en día, el chamanismo negro se centra en invocar a deidades chamánicas tradicionales, mientras que el chamanismo blanco consiste en la invocación de deidades budistas y en la recitación de encantamientos también budistas, aunque comparte los utensilios y parafernalia propios del chamanismo negro. Los chamanes blancos adoran a Sagaan Ubgen y Burkhan Garbal (el «Buda ancestral»). Ippei Shimamura, profesor de Antropología cultural y Estudios mongoles en la Universidad de Shiga (Japón), analiza la proliferación de chamanes buriatos en el periodo comprendido entre 1990 y 2001 como una búsqueda de las raíces tanto históricas como étnicas por parte de la desarraigada y marginada población buriata en Mongolia, Rusia y China.

## Atributos chamánicos
Varios atributos importantes de los chamanes mongoles son también compartidos por las demás formas de chamanismo de Asia Central. Los tambores chamánicos mongoles suelen incorporar el espíritu ancestral u ongon del chamán (tal como describe Carole Pegg), por ejemplo, representándolo en el asa del tambor. La membrana del instrumento estaba a menudo hecha de piel de caballo, siendo el tambor mismo considerado como una montura que el chamán cabalga o bien como la montura que lleva hasta él a los espíritus que invoca.